# Albert Juvanteny i Canadell
Albert Juvanteny i Canadell   (Sant Boi de Lluçanès, 9 de maig de 1953) és un ex-pilot de trial català. Va ser el primer pilot osonenc a destacar en aquesta especialitat, molt abans que al Lluçanès hi hagués pilots de la talla dels més actuals Cèsar Panicot o Marc Catllà.
Juvanteny no va tenir una moto de trial fins als 18 anys, quan es va treure el carnet i a casa seva li van comprar una Montesa Cota 247, que va costar 34.000 pessetes de l'època (abans, però, ja conduïa tota mena de motos). Ben aviat va destacar en competició, i des de mitjan dècada del 1970 fins ben entrada la del 1980 va ser un dels capdavanters del campionat espanyol de trial, arribant a aconseguir-ne el subcampionat l'any 1980 amb OSSA, darrere Toni Gorgot. Va ser pilot oficial d'OSSA durant deu anys. Actualment, encara corre alguns trials de veterans.
El 1987, un cop retirat de la competició, fundà juntament amb el seu antic company d'equip Quico Payà, l'empresa fabricant de motocicletes de trial JP.

## Palmarès
| Any  | Motocicleta | C. del Món | C. d'Espanya |
| ---- | ----------- | ---------- | ------------ |
| 1975 | OSSA        | -          | 7è           |
| 1976 | OSSA        | -          | 5è           |
| 1977 | OSSA        | -          | 5è           |
| 1978 | OSSA        | -          | 4t           |
| 1979 | OSSA        | -          | 6è           |
| 1980 | OSSA        | 17è        | 2n           |
| 1981 | OSSA        | 20è        | 7è           |
| 1982 | OSSA        | -          | 4t           |
| 1983 | OSSA        | -          | 12è          |
| 1984 | OSSA?       | -          | 12è          |
| 1985 | Mecatecno   | -          | 16è          |